# مایسندورف
مایسندورف (به آلمانی: Meißendorf) یک منطقهٔ مسکونی در آلمان است که در وینزن ان در آلر واقع شده‌است. مایسندورف ۱٬۶۶۳ نفر جمعیت دارد.